# Хлопок одной ладонью
«Хлопо́к одной ладонью: Как неживая природа породила человеческий разум» — дебютная научно-популярная книга биолога Николая Вадимовича Кукушкина, адъюнкт-профессора медико-биологических наук Нью-Йоркского университета.

## Общие сведения
В своей дебютной книге эволюционный нейробиолог Николай Кукушкин исследует мир от неживой материи до человеческого разума:
Жизнь на Земле — непостижимая, вездесущая, кишащая миллионами ног, сучков, колючек и зубов вакханалия, в которой мы существуем и из которой мы происходим. Три с половиной миллиарда лет она обходилась без нас, и вот, в последние мгновения истории, из этого хитросплетения животных, растений, грибов и микробов выныривает человек и задается вопросом: кто я такой и в чем смысл моей, человеческой, жизни?
Название книги содержит отсылку к дзен-буддистскому коану «Хлопок одной ладони».

## Отзывы и рецензии
Рецензия Григория Тарасевича, главного редактора Всенауки:
Что-то есть такое в этой книге... Даже не знаю, как сформулировать. Когда читаешь, возникает ощущение, что это не научпоп, а поэзия... При этом нельзя сказать, что эта самая лучшая книга. Просто стиль у автора какой-то очень поэтический.
Рецензия Светланы Бурлак, эксперта Всенауки:
Замечательная книга, совершенно восхитительные формулировки! Погружение в тему вполне можно начинать с нее.
Александр Марков, член жюри премии Просветитель:
Книга Николая Кукушкина — это очень смелый замах объять необъятное: описать примерно историю всего, чуть ли не от Большого взрыва до происхождения человеческого разума. В ней много важных, свежих идей, которые будет очень полезно узнать. Я думаю, что каждый читатель, сколько-нибудь интересующийся историей жизни и разума, прочтя эту книгу, вынесет оттуда 10-15 новых для себя идей и, может быть, они породят еще какие-нибудь замечательные идеи.
"На мой взгляд, одна из лучших книг о биологии. Если вы по каким-то причинам интересуетесь биологией, или хотите, чтобы заинтересовались ваши знакомые, друзья или дети – это одна из оптимальных книг для вхождение в биологию вообще", – главный редактор издательства "Альпина нон-фикшн" Павел Подкосов.
Критик Мария Лебедева внесла книгу в свой список главных русских книг XXI века. Лучшей книгой 2021 года указал ее Артем Елмуратов, сооснователь компании Genotek.

## Награды
В 2021 году Николай Кукушкин стал лауреатом премии Просветитель-2020 в номинации «Естественные и точные науки» за книгу «Хлопок одной ладонью. Как неживая природа породила человеческий разум» (издательство Альпина нон-фикшн).